# ムビきゅん
『ムビきゅん』は、TBSテレビ（関東ローカル）で放送されている映画情報番組。最新映画の「きゅん」と胸が高鳴る魅力ポイントを、番組独占のオリジナルインタビューや撮影現場の潜入レポートなどの貴重映像を交えて紹介する。
それまで放送されていた『ムビふぁぼ』が出演者の不祥事により終了し、その後に同枠で新番組として放送開始された。

## 出演者

### 現在
- 内田真礼[1] - 前番組から引き続いてのMC
- 鈴木仁[3] - MC
- 南後杏子 - 内田が出演できない際の代役MC
- 日比麻音子 - ナレーター

### 過去
- 金子大地[1] - MC
- 若林有子（2021年7月22日） - 内田真礼不在に伴う代役MC

## 外部サイト
- ムビきゅん - TBSテレビ
- ムビきゅん (@moviekyun_tbs) - X（旧Twitter）